# 玉清湖街道
玉清湖街道是中华人民共和国山東省济南市槐荫区下辖的一个街道办事处。

## 行政区划
玉清湖街道下辖以下村级行政区划单位：
玉珠社区、宋庄社区、北八里社区、南八里社区、新庞庄村、睦里庄村、东谢屯村、石头庄村、大李庄村、麻沟村、河圈村、小杨庄村、西王府庄村、由李庄村、宋家桥村、田家庄村、小李庄村、古城村、筐里庄村、龙王庙庄村、朱庄村和常旗屯村。